# Skakava Gornja II
Skakava Gornja II je bivše samostalno naselje s područja današnjeg distrikta Brčkog, BiH.

## Povijest
Za vrijeme socijalističke BiH ovo je naselje pripojeno naselju Skakava Gornja.